# Popis hrvatskih veleposlanika u Paragvaju
Republika Hrvatska i Republika Paragvaj održavaju diplomatske odnose od 13. ožujka 1992. Sjedište veleposlanstva je u Buenos Airesu.

## Veleposlanici
Hrvatska nema rezidentno veleposlanstvo u Paragvaju. 
Veleposlanstvo Republike Hrvatske u Argentinskoj Republici pokriva Paragvaj i Urugvaj.
| Veleposlanik        | Postavljenje        | Opoziv              | Sjedište     |
| ------------------- | ------------------- | ------------------- | ------------ |
| Mato Medo           | 17. svibnja 1994.   | 1. kolovoza 1995.   | Buenos Aires |
| Neda Rosandić Šarić | 22. studenoga 1995. | 31. listopada 2000. | Buenos Aires |
| Rikard Rossetti     | 25. travnja 2002.   | 10. listopada 2005. | Buenos Aires |
| Mira Martinec       | 17. ožujka 2006.    | 31. prosinca 2010.  | Buenos Aires |
| Željko Belaj        | 22. travnja 2013.   | 31. kolovoza 2018.  | Buenos Aires |

## Vanjske poveznice
- Paragvaj na stranici MVEP-a